# Swiss Space Office

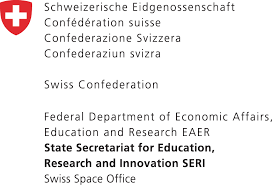
Logo

Swiss Space Office (SSO) är Schweiz nationella rymdprogram. Det var ungefär den 16:e högsta finansierade offentliga rymdbyrån med en budget på ca 110 miljoner USD i början av 2000-talet.
Enligt Jane´s är SSO "den administrativa enheten som är ansvarig för planering och genomförande av den schweiziska rymdutforskningen", som definierades av det schweiziska federala rådet. Vid SSO-anläggningarna ingår Federal Space Affairs Commission (CFAS) och en ordförande i Interdepartmental Committee for Space Affairs (IKAR). 
Schweiz är också medlem i Europeiska rymdorganisationen (ESA) (Europäische Weltraumorganisation), vilket ger 3,30% av ESA:s budget 2005.
Förutom SSO finns också SER (Statssekretariatet för utbildning och forskning). SER och SSO är offentliga organisationer för rymdverksamhet i Schweiz.
Claude Nicollier är en schweizisk astronaut och har varit på flera uppdrag med USA:s rymdprogram på 1990-talet och är också medlem i European Astronaut Corps. År 2007 hade han avgått från schweiziska rymduppdrag för att bli professor vid EPFL. Schweiz Marc Bertschi blev chef för ESA-uppskjutningsprogram 2007.
Fokusområden:
- Jordobservation
- Rymdindustri / teknik
- Rymdnavigering
- Rymdvetenskap
- Bemannad rymdutforskning, Utforskning och mikrogravitation
- Uppskjutningsraketer
- Utbildningsverksamhet